# Dirk Bogarde
Sir Dirk Bogarde (nume la naștere Derek Niven van den Bogaerde; n. 28 martie 1921, Greater London, Anglia, Regatul Unit al Marii Britanii și Irlandei – d. 8 mai 1999, Greater London, Anglia, Regatul Unit) a fost un scriitor și actor britanic de scenă și de film, făcând parte din noul val.

## Filmografie
Titlurile precedate de un (*) sunt produse pentru televiziune.
| An   | Titlu                                     | Rol                                                       | Note                                                                            |
| ---- | ----------------------------------------- | --------------------------------------------------------- | ------------------------------------------------------------------------------- |
| 1939 | Come On George!                           | Extra                                                     | nemenționat                                                                     |
| 1947 | Rope                                      | Charlies Granillo                                         | Film TV                                                                         |
| 1947 | Power Without Glory                       | Cliff                                                     | Film TV                                                                         |
| 1947 | Dancing with Crime                        | Police Radio Caller                                       | nemenționat                                                                     |
| 1948 | Esther Waters                             | William Latch                                             |                                                                                 |
| 1948 | Quartet                                   | George Bland (segment "The Alien Corn")                   |                                                                                 |
| 1949 | Once a Jolly Swagman                      | Bill Fox                                                  |                                                                                 |
| 1949 | Dear Mr. Prohack                          | Charles Prohack                                           |                                                                                 |
| 1949 | Boys in Brown                             | Alfie Rawlins                                             |                                                                                 |
| 1950 | The Blue Lamp                             | Tom Riley                                                 |                                                                                 |
| 1950 | So Long at the Fair                       | George Hathaway                                           |                                                                                 |
| 1950 | The Woman in Question                     | R.W. (Bob) Baker                                          |                                                                                 |
| 1951 | Blackmailed                               | Stephen Mundy                                             |                                                                                 |
| 1952 | Hunted                                    | Chris Lloyd                                               |                                                                                 |
| 1952 | Penny Princess                            | Tony Craig                                                |                                                                                 |
| 1952 | The Gentle Gunman                         | Matt Sullivan                                             |                                                                                 |
| 1953 | Appointment in London                     | Wing Commander Tim Mason                                  |                                                                                 |
| 1953 | Desperate Moment                          | Simon Van Halder                                          |                                                                                 |
| 1954 | They Who Dare                             | Lt. David Graham                                          |                                                                                 |
| 1954 | Doctor in the House                       | Dr Simon Sparrow                                          | Primul film al lui Bogarde cu regizorul Ralph Thomas                            |
| 1954 | The Sleeping Tiger                        | Frank Clemmons                                            | Primul film al lui Bogarde cu regizorul Joseph Losey                            |
| 1954 | For Better, for Worse                     | Tony Howard                                               |                                                                                 |
| 1954 | The Sea Shall Not Have Them               | Flight Sgt. MacKay                                        |                                                                                 |
| 1955 | Simba                                     | Alan Howard                                               |                                                                                 |
| 1955 | Doctor at Sea                             | Dr Simon Sparrow                                          |                                                                                 |
| 1955 | Cast a Dark Shadow                        | Edward "Teddy" Bare                                       |                                                                                 |
| 1956 | The Spanish Gardener                      | Jose                                                      |                                                                                 |
| 1957 | Ill Met by Moonlight                      | Maj. Patrick Leigh Fermor a.k.a. Philedem                 |                                                                                 |
| 1957 | Doctor at Large                           | Dr Simon Sparrow                                          |                                                                                 |
| 1957 | Campbell's Kingdom                        | Bruce Campbell                                            |                                                                                 |
| 1958 | A Tale of Two Cities                      | Sydney Carton                                             |                                                                                 |
| 1958 | The Wind Cannot Read                      | Flight Lt Michael Quinn                                   |                                                                                 |
| 1958 | The Doctor's Dilemma                      | Louis Dubedat                                             |                                                                                 |
| 1959 | Libel                                     | Sir Mark Sebastian Loddon / Frank Welney / Number Fifteen |                                                                                 |
| 1960 | The Angel Wore Red                        | Arturo Carrera                                            |                                                                                 |
| 1960 | Song Without End                          | Franz Liszt                                               | Nominalizare — Premiul Globul de Aur pentru cel mai bun actor (muzical/comedie) |
| 1961 | The Singer Not the Song                   | Anacleto                                                  |                                                                                 |
| 1961 | Victim                                    | Melville Farr                                             | Nominalizare d — BAFTA Award for Best Actor in a Leading Role                   |
| 1962 | H.M.S. Defiant                            | 1st Lt. Scott-Padget                                      |                                                                                 |
| 1962 | We Joined the Navy                        | Dr. Simon Sparrow                                         | Cameo, nemenționat                                                              |
| 1962 | The Password Is Courage                   | Sergeant Major Charles Coward                             |                                                                                 |
| 1963 | The Mind Benders                          | Dr. Henry Longman                                         |                                                                                 |
| 1963 | I Could Go On Singing                     | David Donne                                               |                                                                                 |
| 1963 | Doctor in Distress                        | Dr Simon Sparrow                                          |                                                                                 |
| 1963 | The Servant                               | Hugo Barrett                                              | BAFTA Award for Best Actor in a Leading Role                                    |
| 1964 | Hot Enough for June                       | Nicholas Whistler                                         |                                                                                 |
| 1964 | King and Country                          | Capt. Hargreaves                                          |                                                                                 |
| 1964 | The High Bright Sun                       | Major McGuire                                             |                                                                                 |
| 1964 | Little Moon of Alban                      | Kenneth Boyd                                              |                                                                                 |
| 1965 | Darling                                   | Robert Gold                                               | BAFTA Award for Best Actor in a Leading Role                                    |
| 1966 | Modesty Blaise                            | Gabriel                                                   |                                                                                 |
| 1966 | Blithe Spirit                             | Charles Condomine                                         |                                                                                 |
| 1967 | Accident                                  | Stephen                                                   | Nominalizare — BAFTA Award for Best Actor in a Leading Role                     |
| 1967 | Our Mother's House                        | Charlie Hook                                              | Nominalizare — BAFTA Award for Best Actor in a Leading Role                     |
| 1968 | Sebastian                                 | Sebastian                                                 |                                                                                 |
| 1968 | The Fixer                                 | Bibikov                                                   |                                                                                 |
| 1969 | Oh! What a Lovely War                     | Stephen                                                   |                                                                                 |
| 1969 | Justine                                   | Pursewarden                                               |                                                                                 |
| 1969 | The Damned                                | Frederick Bruckmann                                       |                                                                                 |
| 1970 | Upon This Rock                            | Bonnie Prince Charlie                                     |                                                                                 |
| 1971 | Death in Venice                           | Gustav von Aschenbach                                     | Nominalizare — BAFTA Award for Best Actor in a Leading Role                     |
| 1973 | Night Flight from Moscow                  | Philip Boyle                                              |                                                                                 |
| 1974 | The Night Porter                          | Maximilian Theo Aldorfer                                  |                                                                                 |
| 1975 | Permission to Kill                        | Alan Curtis                                               |                                                                                 |
| 1977 | Providence                                | Claude Langham                                            |                                                                                 |
| 1977 | Un pod prea îndepărtat (A Bridge Too Far) | Lt. Gen. Frederick 'Boy' Browning                         |                                                                                 |
| 1978 | Despair                                   | Hermann Hermann                                           |                                                                                 |
| 1981 | The Patricia Neal Story                   | Roald Dahl                                                |                                                                                 |
| 1986 | May We Borrow Your Husband?               | William Harris                                            |                                                                                 |
| 1988 | The Vision                                | James Marriner                                            |                                                                                 |
| 1990 | Daddy Nostalgie                           | Daddy                                                     | (ultimul rol de film)                                                           |